# 青森地方気象台
青森地方気象台（あおもりちほうきしょうだい）は、青森県青森市にある地方気象台。青森県全域を管轄とする。

## 概要
仙台管区気象台の管轄下にあり、青森県内の気象業務を総括している。業務内容は、地上気象観測、地域気象観測（アメダス）、火山活動に関する解説、予報業務、地震情報・防災・広報業務などである。県庁所在地の青森市に置かれている地方気象台の他に、八戸市、むつ市、深浦町の計3か所には、特別地域気象観測所（旧:測候所）が置かれている。
松森の旧気象台跡は、現在「つくだウェザーパーク」となっている。

## 組織
- 青森地方気象台長
  - 次長
  - 業務・危機管理官
    - 業務係

  - 観測予報管理官
    - 予報官
    - 気象情報官
    - 主任技術専門官
    - 技術専門官
    - 現業班

  - 防災管理官
    - 調査官
    - 防災気象官
    - 土砂災害気象官
    - 水害対策気象官
    - 地震津波防災官
    - 防災業務係
    - 防災指導係
    - 防災情報係
    - 火山防災調整係

## 所在地
〒030-0966:青森市花園1丁目17番19号

## 歴史
- 1882年（明治15年）1月1日 - 内務省地理局出張所として、青森県庁（東津軽郡大野村大字長島）に青森測候所が創設される。同日から、1日3回の気象観測を開始。
- 1911年（明治44年）5月5日 - 青森警察署（青森市大字長島）に移転。
- 1928年（昭和3年）1月1日 - 東津軽郡浜館村大字松森字佃（現:青森市松森）に新庁舎が完成し、移転。
- 1934年（昭和9年）11月21日 - むつ測候所[1]設立、翌年1月1日から観測開始[2]。
- 1936年（昭和11年）7月15日 - 八戸測候所開設[2]。
- 1938年（昭和13年）7月15日 - 青森県から国（文部省、現:文部科学省）に移管。中央気象台青森測候所と改称。
- 1939年（昭和14年）
  - 1月1日 - 深浦測候所開設[3][2]。
  - 6月14日 - 青森市大字油川字大浜に新庁舎が完成し、移転。
- 1952年（昭和27年）3月1日 - 三沢航空測候所開設[4][2]。
- 1956年（昭和31年）1月1日 - 青森市大字松森字佃155番地（現:佃2丁目5番地[5]）に移転。
- 1957年（昭和32年）
  - 日付不明 - 弘前気象通報所開設[2]。
  - 9月1日 - 青森測候所から、青森地方気象台に改称。
- 1968年（昭和43年）5月17日 - 三沢空港出張所廃止[2]。
- 1983年（昭和58年）
  - 3月31日 - 弘前気象通報所廃止[6]。
  - 10月1日 - 三沢空港出張所再設[7][2]。
- 1989年（平成元年）12月1日 - 青森市花園1丁目（現在地）に、新庁舎が完成し、移転[8]。
- 1998年（平成10年） - むつ測候所が特別地域気象観測所に変更[2]。
- 2004年（平成16年） - 深浦測候所が特別地域気象観測所に変更[2]。
- 2007年（平成19年） - 八戸測候所が特別地域気象観測所に変更[2]。

## 特別警報・警報・注意報や天気予報の発表区域
- 津軽
  - 東青津軽 - 青森市、東津軽郡
  - 北五津軽 - 五所川原市、北津軽郡
  - 中南津軽 - 弘前市、黒石市、平川市、中津軽郡、南津軽郡
  - 西津軽 - つがる市、西津軽郡
- 下北 - むつ市、下北郡
- 三八上北
  - 三八 - 八戸市、三沢市[9]、上北郡（おいらせ町[9]、六戸町[9]）、三戸郡
  - 上北 - 十和田市、上北郡（野辺地町、七戸町、横浜町、東北町、六ヶ所村）

## その他
- 1989年（平成元年）11月2日3時25分頃に三陸はるか沖を震源とするM7.1の地震では、3時34分に青森県を含む東北地方の太平洋沿岸に津波警報が発令されたが、仙台管区気象台から伝達された津波警報を誤って『津波注意報発令』と伝達し、関係機関への津波警報伝達が5分遅れるミスがあった[10]。